# Лаваль (Квебек)
Лаваль (фр. Laval) — місто у провінції Квебек (Канада), і, водночас, окремий адміністративний регіон з умовним номером 13. Місто повністю займає острів Ісуса (фр. Île Jésus) посеред річки Святого Лаврентія, безпосередньо на північ від острова (і міста) Монреаль. Частина Великого Монреаля (фр. Grand Montréal). Лаваль зв'язано з Монреалем лінією метрополітену, мостами і кількома автобусними маршрутами.